# Canindés

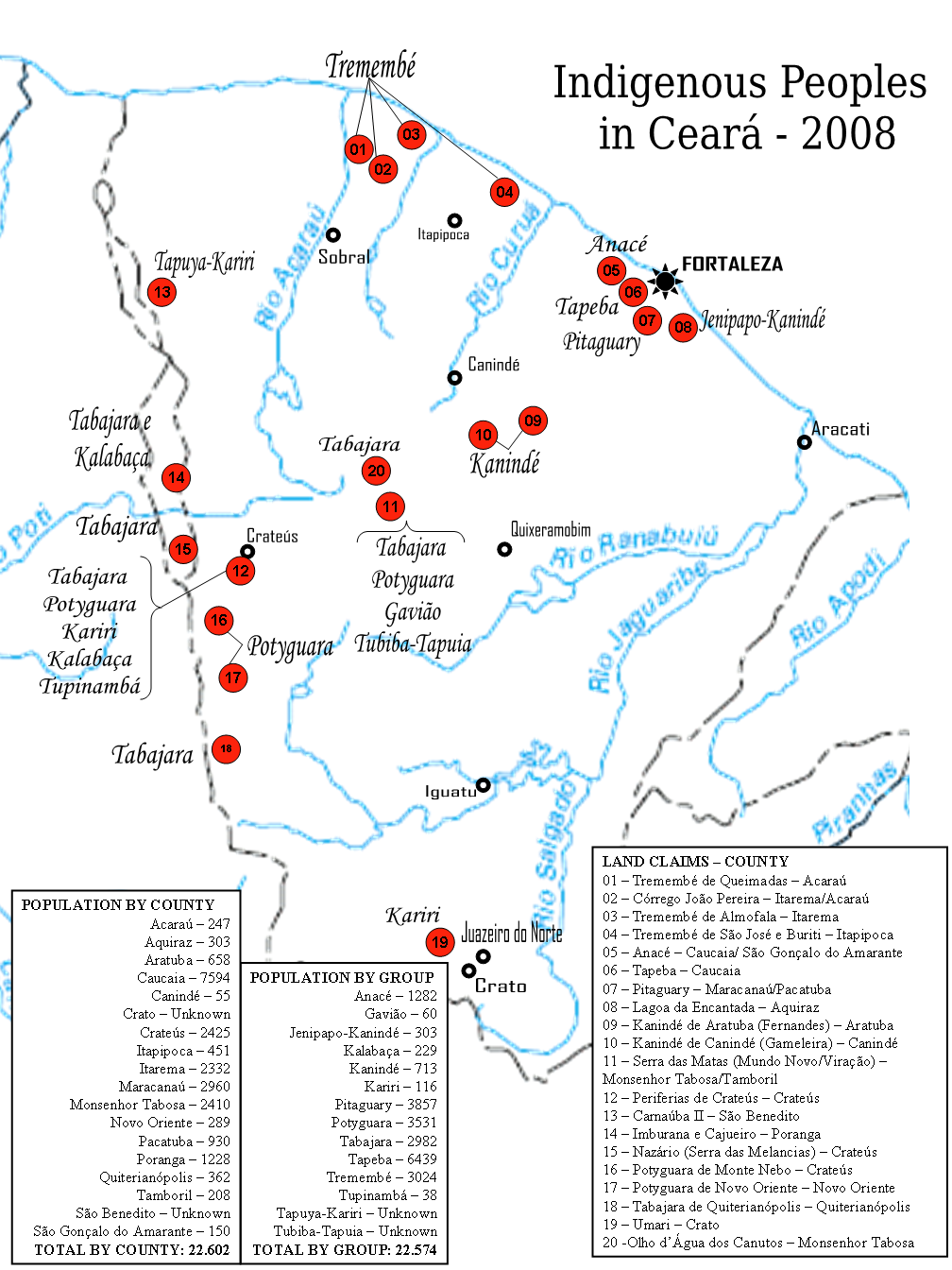
Mapa indicando a presença indígena contemporânea no Ceará. Fontes: FUNAI e FUNASA.

Os canindés (ou Kanindé) são um povo indígena que vive nos municípios de Aratuba (Sítio Fernandes) e Canindé (Fazenda Gameleira) no estado do Ceará. São cerca de 1101 pessoas divididas em 285 famílias.

## História
Os canindés são associados aos janduís e aos paiacus, compondo grupos que descenderiam dos tarairus. O nome dos canindés está ligado a seu chefe histórico Canindé, mais importante na tribo dos janduís, que comandou a resistência deste povo no século XVII, o que forçou o rei de Portugal à assinatura de um tratado de paz em 1692, tratado este que foi posteriormente descumprido pelos portugueses. Seus descendentes ficaram desde então conhecidos como canindés em referência ao histórico líder e à ancestralidade.
Os canindés têm por tradição oral serem originários da área que compreende o atual município de Mombaça, tendo percorrido junto aos seus parentes Jenipapos-canindés trajeto pelas margens do rio Curu, passando por Quixadá entre os rios Quixeramobim e Banabuiú, até chegar às suas atuais terras. A história dos canindés é marcada desde tempos remotos por uma série de deslocamentos forçados. Entretanto, conseguiram os canindés manter laços de parentesco entre as duas comunidades que compõem o grupo entre o sertão central e a serra de Baturité.

## Organização
Os canindés possuem forte cultura de caça herdada de seus antepassados. Têm conhecimento de utilização de diversas armadilhas como o quixó de geringonça, que utilizam para capturar mocós, tejos, cassacos, pebas, veados, nambus, seriemas e juritis, tendo sempre o cuidado de não violar o período de gestação dos animais. O respeito à sustentabilidade é passado de geração em geração visando à manutenção da caça através dos tempos.
Em 1996, foi aberto à visitação o Museu dos Kanindé, no qual merece destaque o trabalho em madeira com instrumentos de caça.
Entre o acervo, além de muitos documentos, documentação e objetos dos mais variados tipos: bichos (couros, cascos, penas etc.), artefatos (principalmente de cipó, palha, cerâmica e madeira), material arqueológico, indumentária, vegetais, minerais, fotografias, adornos, equipamentos musicais e para o trabalho na roça, moedas e medalhas etc. O Museu dos Kanindé, como é conhecido, surgiu antes mesmo da organização da Associação Indígena Kanindé de Aratuba (AIKA) em 1998, a partir da sua participação no movimento indígena cearense. A organização do museu ocorreu concomitantemente ao processo de mobilização pelo reconhecimento da identidade indígena.
A maior parte do povo indígena Kanindé forma a parentela constituída por núcleos familiares extensos moradores da Aldeia Fernandes, localizada a cinco quilômetros da zona urbana do município de Aratuba, à cerca de 140 quilômetros de Fortaleza, na região do maciço de Baturité. Suas principais atividades são a caça e a agricultura de subsistência. Plantam, principalmente, feijão, fava, milho e mamona.
Durante o processo inicial de mobilização étnica, grande parcela do grupo assumiu o etnônimo “Kanindé”, com o qual passaram a identificar-se coletiva e publicamente perante as comunidades vizinhas, a sociedade cearense e o movimento indígena local.
Inicialmente, tiveram um grande apoio da entidade indigenista Missão Tremembé, que possibilitou que participassem de projetos e intercâmbios com outros povos do Ceará e do nordeste.
Se auto-designam como um ‘povo caçador’. Entre as atividades de subsistência, a caça é sempre enfatizada, ao lado da agricultura, praticada como complemento necessário para a alimentação.